# Hrabstwo Garfield (Nebraska)

Piramida wieku hrabstwa

Hrabstwo Garfield (ang. Garfield County) – hrabstwo w stanie Nebraska w Stanach Zjednoczonych. W roku 2010 liczba mieszkańców wyniosła 1902. Stolicą i największą miejscowością jest Burwell.

## Geografia
Całkowita powierzchnia wynosi 1479,9 km² z czego woda stanowi 4,1 km².

### Miejscowość
- Burwell